# Římskokatolická farnost Letonice
Římskokatolická farnost Letonice je územní společenství římských katolíků s farním kostelem svatého Mikuláše v obci Letonice v děkanství slavkovském.

## Historie farnosti
Kostel a farnost je poprvé zmiňovaná roku 1235. Přemysl – markrabě moravský – pozdější král Přemysl Otakar II. – dal tehdy půdu kolem Letonic za majetek klášteru panen augustiniánek v Doubravníku.

## Duchovní správci
Farářem je od 1. prosince 2004 R.D. ICLic. Mgr. Jan Nepomuk Martin Bejček, OSB, od 1.1.1998 zde byl administrátorem.

## Bohoslužby
| Kostel       | Místo    | Bohoslužba (den) | Hodina                           | Poznámka     |
| ------------ | -------- | ---------------- | -------------------------------- | ------------ |
| sv. Mikuláše | Letonice | neděle čtvrtek   | 9.30 17.00 (zima) / 18.00 (léto) | farní kostel |

## Aktivity ve farnosti
Pouť se slaví 6. prosince (na svátek sv. Mikuláše). Adorační den připadá na 16. července 
Ve farnosti se pravidelně pořádá tříkrálová sbírka. V roce 2014 se při ní vybralo 21 762 korun, o rok později 26 583 korun.V roce 2016 se při sbírce vybralo v Letonicích 29 426 korun.  Od roku 2016 hraje na varhany Olga Frydrychová ze Slavkova u Brna.